# 10552 Stockholm
10552 Stockholm (1993 BH13) là một tiểu hành tinh vành đai chính.